# قطعنامه ۱۳۴۰ شورای امنیت
قطعنامه ۱۳۴۰ شورای امنیت سازمان ملل متحد که در تاریخ ۰۸ فوریه ۲۰۰۱ تصویب شد، سندی بین‌المللی دربارهٔ دادگاه جنایی بین‌المللی برای یوگسلاوی سابق است. این قطعنامه طی نشست ۴۲۷۴ام با ۱۵ رای موافق، ۰ مخالف و ۰ ممتنع تصویب شد.